# Real Madrid Club de Fútbol 2017-2018
Questa voce raccoglie le informazioni riguardanti il Real Madrid Club de Fútbol nelle competizioni ufficiali della stagione 2017-2018.

## Stagione
La stagione 2017-2018 si apre ufficialmente, come nella precedente stagione, con la Supercoppa europea, dove i Blancos affrontano i detentori dell'Europa League 2016-17, il Manchester United di José Mourinho. I gol di Casemiro ed Isco, a fronte dell'unico di Lukaku (2-1) permettono alla squadra madrilena di diventare, assieme al Milan, l'unica squadra ad aver vinto il trofeo per due edizioni consecutive.

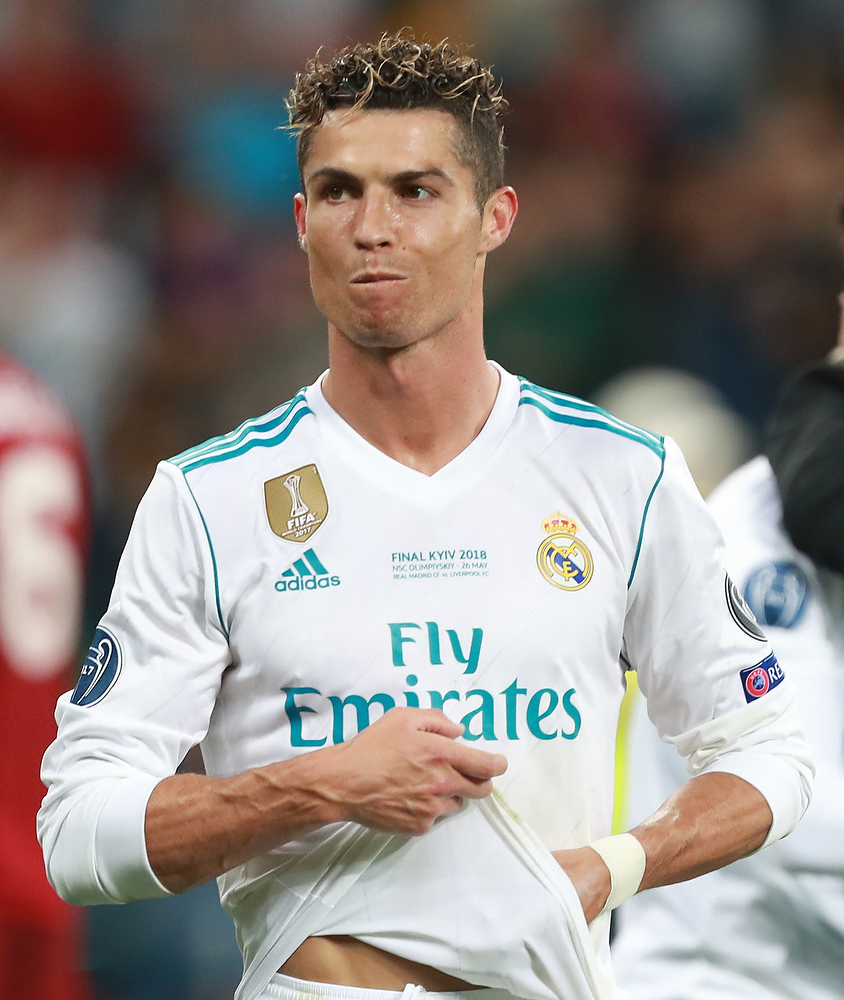
Cristiano Ronaldo conclude con questa stagione la sua avventura con i Blancos, dei quali è il miglior marcatore di tutti i tempi

Nel secondo impegno stagionale, la Supercoppa di Spagna contro il Barcellona, la banda di Zidane colleziona un doppio successo che permette loro di ipotecare il decimo trionfo in tale competizione. Il primo dei due incontri, disputato al Camp Nou, fa registrare la vittoria per 1-3 da parte degli ospiti madrileni, che si ripetono anche nella gara di ritorno del Bernabéu (2-0).
La prima giornata di campionato vede contrapposti alle Merengues il Deportivo, nello stadio di La Coruña e, esattamente come nella precedente annata, la vincono per 0-3. I Blancos, però, non riescono a replicarsi nelle successive due giornate, entrambe disputate al Bernabéu, dove sia il Valencia (2-2) che il Levante (1-1) inchiodano la squadra di Zidane sul pari facendo perdere la vetta della classifica ai madrileni dopo più di un anno. I problemi con le gare casalinghe non finiscono perché, dopo aver superato all'Anoeta la Real Sociedad (1-3), un gol di Sanbria consegna i tre punti al Betis alla successiva giornata (0-1). I Blancos riescono, comunque, a rimanere agganciati al gruppetto di testa grazie a quattro vittorie consecutive, (1-2) contro l'Alaves, l'Espanyol (2-0), il Getafe (1-2) e l'Eibar (3-0) ma si vedono respinti fino al terzo posto dopo l'inaspettata sconfitta (2-1) contro la neopromossa Girona. Madrileni che faticano a risollevarsi perché, dopo l'agevole vittoria (3-0) sul Las Palmas, impattano nella prima stracittadina contro i cugini dell'Atletico Madrid giocata al Wanda Metropolitano (0-0), vedendosi allontanare il Barcellona capolista di dieci lunghezze. Prima del turno di stop forzato per partecipare al mondiale per club, la banda di Zidane riesce magramente a risollevarsi in classifica, collezionando due vittorie (3-2 contro il Málaga e 5-0 contro il Siviglia) e un pareggio (0-0 a Bilbao). Il divario con la vetta aumenta ancor più dopo il Clásico del 23 dicembre, ultimo incontro ufficiale per i Blancos nel 2017. Con uno 0-3 esterno i cugini del Barcellona passano al Bernabéu, frapponendo tra sé e i madrileni 14 lunghezze di distanza. Dopo la sosta invernale non vincono nessuna delle due ultime gare del girone di andata, pareggiando a Vigo (2-2) e perdendo in casa contro il Villarreal (0-1). Gli ultimi risultati compromettono ulteriormente l'andamento in campionando facendo scivolare le Merengues al quarto posto in classifica.
Il girone di ritorno comincia con due vittorie convincenti per la Banda di Zidane che schianta il Deportivo in casa (7-1) ed il Valencia a domicilio (1-4), ma viene raggiunto sul 2-2 da un gol di Pazzini nella terza giornata, contro il Levante. La rimonta al terzo posto culmina con la vittoria nel recupero contro il Leganés (1-3), preceduta da tre altri larghi successi (5-2 contro la Real Sociedad, 3-5 a Siviglia contro il Bétis e 4-0 ai danni dell'Alaves). È l'Espanyol, la partita successiva, ad infliggere ai madrileni la prima sconfitta dopo 5 partite , i quali, però, si risollevano e vincono le rimanenti tre gare prima della terza sosta stagionale per gli impegni delle Nazionali. Da qui in poi i Blancos alternano vittorie a pareggi, veleggiando tra la terza e la quarta posizione in classifica. Si fermano sul segno X nel derby contro l'Atletico (1-1) e con l'Athletic Bilbao (1-1), ma vincono ai danni del Las Palmas (0-3), Malaga (1-2) e Leganés (2-1). A poco serve la roboante vittoria (6-0) contro il Celta Vigo, perché è preceduta dalla sconfitta con il Siviglia (3-2) e dal Clásico terminato 2-2. Il campionato si conclude con un altro pareggio, questa volta a fermare la banda di Zidane è il Villarreal che, tra le mura amiche, pareggia 2-2 in rimonta. Per la nona volta nella loro storia i Blancos terminano la Liga al terzo posto, alle spalle di Barcellona e dei cugini dell'Atletico. I punti conquistati sono 76, frutto di 22 vittorie, 10 pareggi e 6 sconfitte.
Il Mondiale per club 2017 per le Merengues inizia ufficialmente dalla semifinali, contro l'Al Jazira, formazione emiratina. Gli uomini di Zidane superano gli avversari, in rimonta, per 1-2, grazie alle reti di Cristiano Ronaldo e Gareth Bale, accedendo in finale nella quale hanno la meglio anche sui brasiliani del Grêmio per 1-0 con gol decisivo dello stesso portoghese; il Real Madrid diventa la prima squadra a vincere la competizione per due anni consecutivi e raggiunge il Barcellona in vetta all'albo d'oro della manifestazione con 3 trionfi.

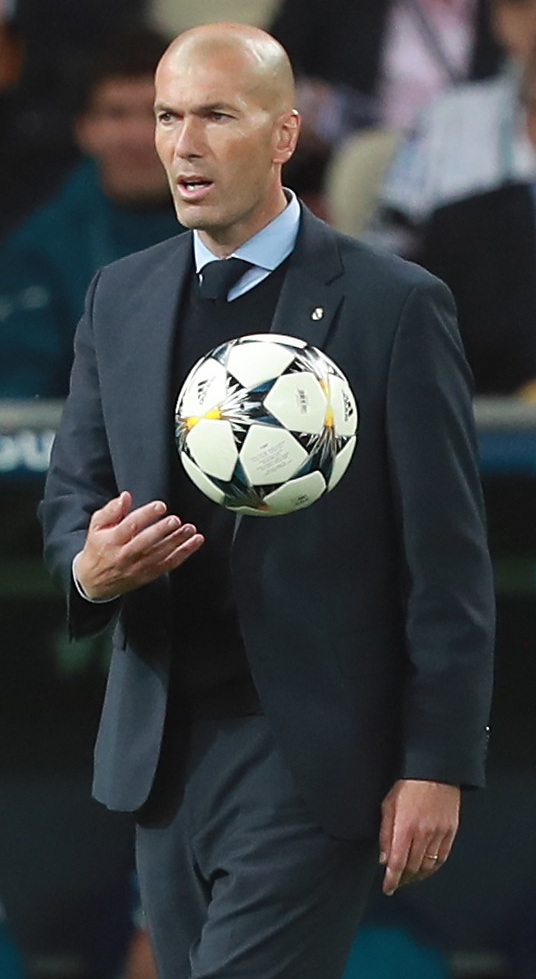
Zinédine Zidane, primo allenatore nella storia a vincere tre Champions League consecutive, a fine stagione lascia il club

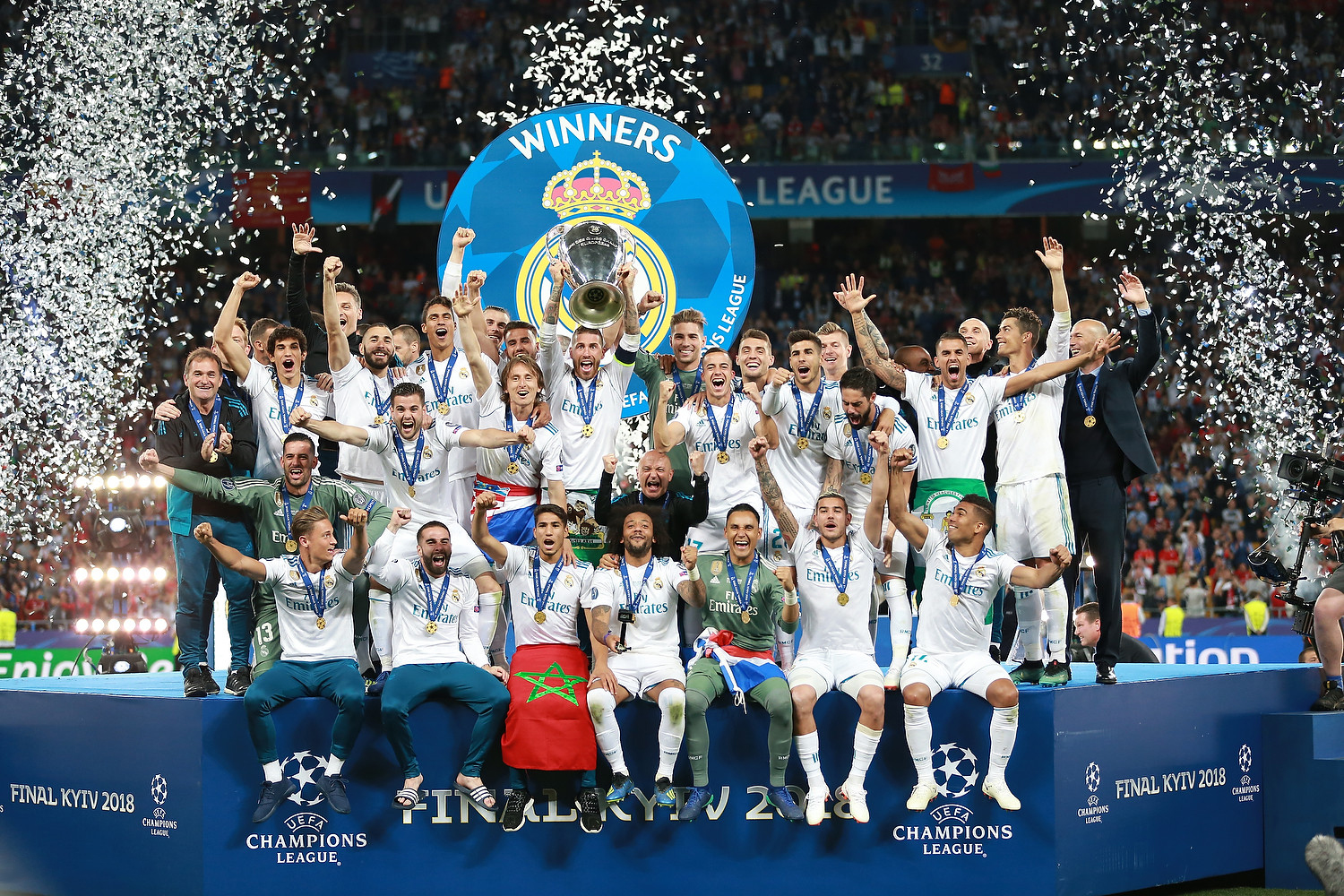
I festeggiamenti per la Decimotercera

In Coppa del Re, il sorteggio del 2 ottobre accoppia i Blancos, per i sedicesimi di finale, con il Fuenlabrada, squadra della terza divisione spagnola. È sufficiente una vittoria esterna (0-2) nella partita di andata e un pareggio (2-2) in quella di ritorno per staccare il pass per gli ottavi di finale, contro il Numancia. Anche gli avversari castigliani sono superati con relativa facilità: la vittoria all'andata (0-3) e il pari in quella di ritorno (2-2) valgono la qualificazione ai quarti di finale che, però, come nella stagione scorsa, sono fatali ai Blancos. Un gol di Asensio vale la vittoria esterna nella prima gara contro il Leganés (0-1) che rimonta (1-2) in trasferta al Bernabéu e si qualifica per i gol in trasferta.
Il sorteggio dei gironi della Champions League avviene il 24 agosto a Monaco. Il Real Madrid, detentore del trofeo e, dunque, inserito in prima fascia pesca il Borussia Dortmund, il Tottenham e l'Apoel Nicosia, andando a costituire il gruppo H. I Blancos vincono entrambe le prime partite contro Apoel (3-0) e Borussia Dortmund (1-3) ma trovano nel Tottenham il primo avversario ostico, che dapprima li ferma (1-1) al Bernabéu e poi li batte (3-1) a Londra, ma riescono comunque a trovare la matematica qualificazione agli ottavi da secondi del gruppo grazie alla larga vittoria di Nicosia (0-6) e alla successiva contro il Dortmund (3-2).
Le urne di Nyon, datate 11 dicembre, accoppiano agli ottavi di finale le Merengues con il Paris Saint-Germain, giunto al primo posto nel girone B. La prima delle due gare, giocata al Bernabéu, sorride alla compagine madrilena che, dopo essere andata in svantaggio, rimonta e vince 3-1, grazie ad una doppietta di Cristiano Ronaldo ed a un gol di Marcelo. Esito analogo anche nella partita di ritorno dove i Blancos espugnano Parigi (1-2), staccando il pass per i quarti di finale.
Il sorteggio li associa alla Juventus, uscita vincitrice dall'ottavo contro il Tottenham. La qualificazione si rende complicata solamente nella gara di ritorno, perché in quella di andata disputata a Torino, i Blancos vincono agilmente per 0-3. A Madrid, invece, è la Juventus a rimontare velocemente la pratica che arriva a pareggiare il computo totale di gol sullo 0-3 fino a pochi secondi dalla fine dove, a seguito di un rigore fortemente contestato, Cristiano Ronaldo trasforma il tiro dal dischetto e decreta l'1-3 finale, sufficiente per permettere ai due volte campioni in carica di qualificarsi per l'ottava volta consecutiva alle semifinali.
In semifinale i Blancos trovano il Bayern Monaco di Heynckes per il secondo anno consecutivo. È sufficiente la vittoria nella gara d'andata all'Allianz Arena (1-2) per permettere a Zidane di centrare la terza finale consecutiva, visto che il ritorno inchioda entrambe le squadre sul 2-2. I Blancos prendono così parte alla propria 16ª finale di Champions League della propria storia, la quarta nelle ultime cinque edizioni.
L'atto conclusivo della manifestazione premia ancora i madrileni che superano il Liverpool di Klopp per 3-1, grazie ad una rete di Benzema e a due del subentrato Bale, ma con la forte complicità del portiere dei Reds Loris Karius, che verrà fortemente criticato dalla stampa. I Blancos incrementano così a 13 il loro palmarès della massima competizione continentale, arrivando al terzo successo consecutivo e divenendo la prima squadra ad esserci riuscita da quando la Champions League ha assunto tale denominazione (1992).

## Maglie e sponsor
| Casa | Trasferta | Terza divisa |

## Organigramma societario
Area direttiva
- Presidente: Florentino Perez
- Vicepresidente: Fernando Fernández Tapias
- Direttore generale: Eduardo Ferrnández de Blas
- Direttore risorse: Enrique Balboa
- Risorse umane: José María García
- Direttore dell'area sociale: José Luis Sánchez
- Direttore di controllo e auditing interno: Carlos Martínez de Albornoz
- Direttore della commissione di consulenza legale: Javier López Farre
- Direttore Fondazione "Real Madrid": Julio González

- Capo del protocollo: Raúl Serrano

Area comunicazione
- Capo di Gabinetto della presidenza: Enrique Sánchez Gonzáles
- Direttore dell'area comunicazione: Antonio Galeano
- Direttore delle relazioni istituzionali: Emilio Butragueño

Area marketing
- Direttore economico: Julio Esquerdeiro
- Direttore commerciale: Begoña Sanz
- Direttore operazioni e servizi: Fernando Tormo

Area tecnica
- Direttore sportivo della sezione calcistica: Antonio Gómez
- Allenatore: Zinédine Zidane
- Allenatore in seconda: David Bettoni
- Allenatore dei portieri: Luis Llopis
- Preparatore atletico: Antonio Pintus, Javier Mallo

Area sanitaria
- Medico sociale: Joaquín Mas
- Fisioterapisti: Giovanni Mauri, Hamidou Msaide

## Rosa
Rosa aggiornata al 28 agosto 2017.
| N. |                       | Ruolo | Calciatore              |
| -- | --------------------- | ----- | ----------------------- |
| 1  | Costa Rica (bandiera) | P     | Keylor Navas            |
| 2  | Spagna (bandiera)     | D     | Daniel Carvajal         |
| 3  | Spagna (bandiera)     | D     | Jesús Vallejo           |
| 4  | Spagna (bandiera)     | D     | Sergio Ramos (capitano) |
| 5  | Francia (bandiera)    | D     | Raphaël Varane          |
| 6  | Spagna (bandiera)     | D     | Nacho                   |
| 7  | Portogallo (bandiera) | A     | Cristiano Ronaldo       |
| 8  | Germania (bandiera)   | C     | Toni Kroos              |
| 9  | Francia (bandiera)    | A     | Karim Benzema           |
| 10 | Croazia (bandiera)    | C     | Luka Modrić             |
| 11 | Galles (bandiera)     | A     | Gareth Bale             |
| 12 | Brasile (bandiera)    | D     | Marcelo (vice capitano) |

| N. |                    | Ruolo | Calciatore      |
| -- | ------------------ | ----- | --------------- |
| 13 | Spagna (bandiera)  | P     | Kiko Casilla    |
| 14 | Brasile (bandiera) | C     | Casemiro        |
| 15 | Francia (bandiera) | D     | Theo Hernández  |
| 17 | Spagna (bandiera)  | A     | Lucas Vázquez   |
| 18 | Spagna (bandiera)  | C     | Marcos Llorente |
| 19 | Marocco (bandiera) | D     | Achraf Hakimi   |
| 20 | Spagna (bandiera)  | A     | Marco Asensio   |
| 21 | Spagna (bandiera)  | A     | Borja Mayoral   |
| 22 | Spagna (bandiera)  | C     | Isco            |
| 23 | Croazia (bandiera) | C     | Mateo Kovačić   |
| 24 | Spagna (bandiera)  | C     | Dani Ceballos   |

## Calciomercato

### Sessione estiva(dall'1/7 al 31/8)
Il mercato in entrata della stagione 2017-2018 per i Blancos comincia con il ritorno dal prestito di Jesús Vallejo, che ha scelto di indossare la maglia numero 3. Rientrano dai vari prestiti anche Diego Llorente (dal Malaga), Burgui (dallo Sporting Gijón), Marcos Llorente (dall'Alaves) e Borja Mayoral (dal Wolfsburg). I primi veri acquisti della stagione madrilena sono Theo Hernández, difensore prelevato dall'Atletico Madrid per 26 milioni di euro, e Dani Ceballos, promettente centrocampista spagnolo precedentemente in forza al Betis Siviglia.
Per quanto riguarda le uscite Pepe, che non aveva rinnovato il contratto, si aggrega ai turchi del Beşiktaş da svincolato mentre Fábio Coentrao viene ceduto in prestito allo Sporting Lisbona. Fanno le valigie anche Mariano, che va al Lione per 8 milioni e Diego Llorente, che approda alla Real Sociedad. Nella formula del prestito con diritto di riscatto James Rodríguez, dopo 2 anni alle Merengues, si trasferisce ai tedeschi del Bayern Monaco che, esercitando nel 2019 la possibilità di riscattare il giocatore, verseranno circa 60 milioni nelle casse del Real Madrid. Il 21 luglio, dopo una sola stagione dal suo ritorno al Real Madrid, Morata si trasferisce al Chelsea, che lo acquista per 58 milioni di sterline (pari a circa 64 milioni di euro). È poi la volta di Danilo che, come Morata, sceglie di trasferirsi in Inghilterra, approdando alla corte di Guardiola con la maglia del Manchester City, che ha pagato 30 milioni di euro per averlo.
| Acquisti | Acquisti        | Acquisti              | Acquisti                  |
| R.       | Nome            | da                    | Modalità                  |
| -------- | --------------- | --------------------- | ------------------------- |
| D        | Jesús Vallejo   | Eintracht Francoforte | fine prestito             |
| D        | Theo Hernández  | Atlético Madrid       | definitivo (30 milioni €) |
| D        | Diego Llorente  | Malaga                | fine prestito             |
| A        | Burgui          | Sporting Gijón        | fine prestito             |
| C        | Marcos Llorente | Alavés                | fine prestito             |
| A        | Borja Mayoral   | Wolfsburg             | fine prestito             |
| C        | Dani Ceballos   | Real Betis            | definitivo (17 milioni €) |

| Cessioni | Cessioni        | Cessioni         | Cessioni                         |
| R.       | Nome            | a                | Modalità                         |
| -------- | --------------- | ---------------- | -------------------------------- |
| D        | Pepe            |                  | svincolato                       |
| D        | Fábio Coentrão  | Sporting Lisbona | prestito                         |
| A        | Mariano         | Olympique Lione  | definitivo (8 milioni €)         |
| D        | Diego Llorente  | Real Sociedad    | definitivo (6 milioni €)         |
| A        | Burgui          | Alavés           | prestito                         |
| C        | James Rodríguez | Bayern Monaco    | prestito con diritto di riscatto |
| A        | Álvaro Morata   | Chelsea          | definitivo (64 milioni €)        |
| D        | Danilo          | Manchester City  | definitivo (30 milioni €)        |
| P        | Rubén Yáñez     | Getafe           | prestito                         |

### Sessione invernale(dal 2/1 al 31/1)
| Acquisti | Acquisti | Acquisti | Acquisti |
| R.       | Nome     | da       | Modalità |
| -------- | -------- | -------- | -------- |

| Cessioni | Cessioni | Cessioni | Cessioni |
| R.       | Nome     | a        | Modalità |
| -------- | -------- | -------- | -------- |

## Risultati

### Primera División

#### Girone d'andata
| Arbitro: | González (Comitato castiglianoleonese) |

|  |           |                                 |
|  | Marcatori | 20’ Bale 27’ Casemiro 62’ Kroos |

| Arbitro: | Fernández Borbalán (Comitato andaluso) |

|                  |           |                         |
| Asensio 10’, 83’ | Marcatori | 18’ Soler 77’ Kondogbia |

| Arbitro: | Hernández Hernández (Comitato di Las Palmas) |

|             |           |           |
| Vázquez 36’ | Marcatori | 12’ López |

| Arbitro: | Iglesias Villanueva (Comitato galiziano) |

|               |           |                                           |
| Rodrigues 28’ | Marcatori | 19’ Mayoral 36’ (aut.) Rodrigues 61’ Bale |

| Arbitro: | Mateu Lahoz (Comitato valenciano) |

|  |           |                |
|  | Marcatori | 90+4’ Sanabria |

| Arbitro: | Undiano Mallenco (Comitato navarro) |

|            |           |                   |
| García 40’ | Marcatori | 10’, 43’ Ceballos |

| Arbitro: | González (Comitato castiglianoleonese) |

|               |           |  |
| Isco 30’, 71’ | Marcatori |  |

| Arbitro: | Martínez Munuera (Comitato valenciano) |

|            |           |                         |
| Molina 56’ | Marcatori | 39’ Benzema 85’ Ronaldo |

| Arbitro: | Álvarez Izquierdo (Comitato catalano) |

|                                             |           |  |
| Oliveira 18’ (aut.) Asensio 28’ Marcelo 82’ | Marcatori |  |

| Arbitro: | Hernández Hernández (Comitato di Las Palmas) |

|                      |           |          |
| Stuani 54’ Portu 58’ | Marcatori | 12’ Isco |

| Arbitro: | Sanchez Martinez (Comitato murciano) |

|                                   |           |  |
| Casemiro 41’ Asensio 56’ Isco 74’ | Marcatori |  |

| Madrid 18 novembre 2017, ore 20:45 CET 12ª giornata | Atlético Madrid                        | 0 – 0 referto | Real Madrid | Wanda Metropolitano (66.469 spett.)\| Arbitro: \| Fernández Borbalán (Comitato andaluso) \| |
| Arbitro:                                            | Fernández Borbalán (Comitato andaluso) |               |             |                                                                                             |

| Arbitro: | Gil Manzano (Comitato estremadura) |

|                                     |           |                      |
| Benzema 9’ Casemiro 21’ Ronaldo 76’ | Marcatori | 18’ Rolán 58’ Castro |

| Bilbao 2 dicembre 2017, ore 20:45 CET 14ª giornata | Athletic Bilbao                   | 0 – 0 referto | Real Madrid | San Mamés (44.884 spett.)\| Arbitro: \| Mateu Lahoz (Comitato valenciano) \| |
| Arbitro:                                           | Mateu Lahoz (Comitato valenciano) |               |             |                                                                              |

| Arbitro: | Martínez Munuera (Comitato valenciano) |

|                                                       |           |  |
| Nacho 3’ Ronaldo 23’, 31’ (rig.) Kroos 38’ Hakimi 42’ | Marcatori |  |

| Arbitro: | González (Comitato castiglianoleonese) |

|             |           |                                           |
| Bustinza 6’ | Marcatori | 11’ Vázquez 29’ Casemiro 90’ (rig.) Ramos |

| Arbitro: | Sanchez Martinez (Comitato murciano) |

|  |           |                                         |
|  | Marcatori | 54’ Suárez 64’ (rig.) Messi 90+3’ Vidal |

| Arbitro: | Latre (Comitato aragonese) |

|                    |           |               |
| Wass 33’ Gómez 82’ | Marcatori | 36’, 38’ Bale |

| Arbitro: | Undiano Mallenco (Comitato navarro) |

|  |           |             |
|  | Marcatori | 87’ Fornals |

#### Girone di ritorno
| Arbitro: | Fernández Borbalán (Comitato andaluso) |

|                                                          |           |            |
| Nacho 32’, 88’ Bale 42’, 58’ Modrić 68’ Ronaldo 78’, 84’ | Marcatori | 23’ Adrián |

| Arbitro: | Estrada Fernández (Comitato catalano) |

|          |           |                                                      |
| Mina 58’ | Marcatori | 16’ (rig.), 38’ (rig.) Ronaldo 84’ Marcelo 89’ Kroos |

| Arbitro: | Melero López (Comitato andaluso) |

|                         |           |                    |
| Boateng 42’ Pazzini 89’ | Marcatori | 11’ Ramos 81’ Isco |

| Arbitro: | Hernández Hernández (Comitato di Las Palmas) |

|                                            |           |                               |
| Vázquez 1’ Ronaldo 27’, 37’, 80’ Kroos 34’ | Marcatori | 74’ Bautista 83’ Illarramendi |

| Arbitro: | Gil Manzano (Comitato estremadura) |

|                                     |           |                                                      |
| Mandi 33’ Nacho 37’ (aut.) León 85’ | Marcatori | 11’, 59’ Asensio 50’ Ramos 65’ Ronaldo 90+2’ Benzema |

| Arbitro: | Estrada Fernández (Comitato catalano) |

|                                              |           |  |
| Ronaldo 44’, 61’ Bale 46’ Benzema 89’ (rig.) | Marcatori |  |

| Arbitro: | Sanchez Martinez (Comitato murciano) |

|              |           |  |
| Moreno 90+3’ | Marcatori |  |

| Arbitro: | Melero López (Comitato andaluso) |

|                             |           |                     |
| Bale 24’ Ronaldo 45+1’, 78’ | Marcatori | 65’ (rig.) Portillo |

| Arbitro: | Munuera Montero (Comitato andaluso) |

|           |           |                  |
| Ramis 50’ | Marcatori | 34’, 84’ Ronaldo |

| Arbitro: | Gil Manzano (Comitato estremadura) |

|                                                   |           |                            |
| Ronaldo 11’, 47’, 64’, 90+1’ Vázquez 59’ Bale 86’ | Marcatori | 29’, 67’ Stuani 88’ Juanpe |

| Arbitro: | Gonzales Fuertes (Comitato asturiano) |

|  |           |                                         |
|  | Marcatori | 26’, 51’ (rig.) Bale 39’ (rig.) Benzema |

| Arbitro: | Estrada Fernández (Comitato catalano) |

|             |           |               |
| Ronaldo 53’ | Marcatori | 57’ Griezmann |

| Arbitro: | De Burgos Bengoetxea (Comitato basco) |

|             |           |                       |
| Rolán 90+3’ | Marcatori | 29’ Isco 63’ Casemiro |

| Arbitro: | Martínez Munuera (Comitato valenciano) |

|             |           |              |
| Ronaldo 87’ | Marcatori | 14’ Williams |

| Arbitro: | Mateu Lahoz (Comitato valenciano) |

|                                           |           |                                |
| Ben Yedder 26’ Layún 45’ Ramos 84’ (aut.) | Marcatori | 87’ Mayoral 90+5’ (rig.) Ramos |

| Arbitro: | Iglesias Villanueva (Comitato galiziano) |

|                     |           |              |
| Bale 8’ Mayoral 45’ | Marcatori | 66’ Brašanac |

| Arbitro: | Hernández Hernández (Comitato di Las Palmas) |

|                      |           |                      |
| Suárez 10’ Messi 52’ | Marcatori | 14’ Ronaldo 72’ Bale |

| Arbitro: | Gonzales Fuertes (Comitato asturiano) |

|                                                              |           |  |
| Bale 13’, 30’ Isco 32’ Hakimi 52’ Gómez 74’ (aut.) Kroos 81’ | Marcatori |  |

| Arbitro: | Sanchez Martinez (Comitato murciano) |

|                             |           |                      |
| Martínez 70’ Castillejo 85’ | Marcatori | 11’ Bale 32’ Ronaldo |

### Coppa del Re
| Arbitro: | Iglesias Villanueva (Comitato galiziano) |

|  |           |                                       |
|  | Marcatori | 63’ (rig.) Asensio 80’ (rig.) Vázquez |

| Arbitro: | Gonzales Fuertes (Comitato asturiano) |

|                  |           |                        |
| Mayoral 62’, 70’ | Marcatori | 25’ Milla 89’ Portilla |

| Arbitro: | Estrada Fernández (Comitato catalano) |

|  |           |                                               |
|  | Marcatori | 35’ (rig.) Bale 89’ (rig.) Isco 90+1’ Mayoral |

| Arbitro: | Munuera Montero (Comitato andaluso) |

|                  |           |                     |
| Vázquez 10’, 59’ | Marcatori | 45’, 82’ Gueillermo |

| Arbitro: | Sanchez Martinez (Comitato murciano) |

|  |           |             |
|  | Marcatori | 89’ Asensio |

| Arbitro: | Gil Manzano (Comitato estremadura) |

|             |           |                       |
| Benzema 47’ | Marcatori | 31’ Eraso 55’ Gabriel |

### UEFA Champions League

#### Fase a gironi
| Arbitro: | Bastien |

|                                   |           |  |
| Ronaldo 12’, 51’ (rig.) Ramos 61’ | Marcatori |  |

| Arbitro: | Kuipers |

|                |           |                           |
| Aubameyang 54’ | Marcatori | 18’ Bale 50’, 79’ Ronaldo |

| Arbitro: | Marciniak |

|                    |           |                   |
| Ronaldo 43’ (rig.) | Marcatori | 28’ (aut.) Varane |

| Arbitro: | Cakir |

|                           |           |             |
| Alli 27’, 56’ Eriksen 65’ | Marcatori | 80’ Ronaldo |

| Arbitro: | Soares Dias |

|  |           |                                                          |
|  | Marcatori | 23’ Modrić 39’, 45+1’ Benzema 41’ Nacho 49’, 54’ Ronaldo |

| Arbitro: | Kralovec |

|                                    |           |                     |
| Mayoral 8’ Ronaldo 12’ Vázquez 81’ | Marcatori | 43’, 49’ Aubameyang |

#### Fase ad eliminazione diretta
| Arbitro: | Rocchi |

|                                     |           |            |
| Ronaldo 45’ (rig.), 83’ Marcelo 86’ | Marcatori | 33’ Rabiot |

| Arbitro: | Brych |

|            |           |                          |
| Cavani 71’ | Marcatori | 51’ Ronaldo 80’ Casemiro |

| Arbitro: | Cakir |

|  |           |                             |
|  | Marcatori | 3’, 64’ Ronaldo 72’ Marcelo |

| Arbitro: | Oliver |

|                      |           |                               |
| Ronaldo 90+7’ (rig.) | Marcatori | 2’, 37’ Mandžukić 61’ Matuidi |

| Arbitro: | Kuipers |

|             |           |                         |
| Kimmich 28’ | Marcatori | 44’ Marcelo 57’ Asensio |

| Arbitro: | Cakir |

|                  |           |                          |
| Benzema 11’, 46’ | Marcatori | 3’ Kimmich 63’ Rodríguez |

| Arbitro: | Mazic |

|                           |           |          |
| Benzema 51’ Bale 64’, 83’ | Marcatori | 55’ Mané |

### Supercoppa di Spagna
| Arbitro: | De Burgos Bengoetxea (Comitato basco) |

|                  |           |                                          |
| Messi 77’ (rig.) | Marcatori | 50’ (aut.) Piqué 80’ Ronaldo 90’ Asensio |

| Arbitro: | Sanchez Martinez (Comitato murciano) |

|                        |           |  |
| Asensio 4’ Benzema 39’ | Marcatori |  |

### Supercoppa UEFA
| Arbitro: | Rocchi |

|                       |           |            |
| Casemiro 24’ Isco 52’ | Marcatori | 62’ Lukaku |

### Coppa del mondo per club FIFA
| Arbitro: | Ricci |

|               |           |                      |
| Romarinho 41’ | Marcatori | 53’ Ronaldo 81’ Bale |

| Arbitro: | Ramos Palazuelos |

|             |           |  |
| Ronaldo 53’ | Marcatori |  |

## Statistiche

### Statistiche di squadra
| Competizione                  | Punti | In casa | In casa | In casa | In casa | In casa | In casa | In trasferta | In trasferta | In trasferta | In trasferta | In trasferta | In trasferta | Totale | Totale | Totale | Totale | Totale | Totale | D.R |
| Competizione                  | Punti | G       | V       | N       | P       | Gf      | Gs      | G            | V            | N            | P            | Gf           | Gs           | G      | V      | N      | P      | Gf     | Gs     | D.R |
| ----------------------------- | ----- | ------- | ------- | ------- | ------- | ------- | ------- | ------------ | ------------ | ------------ | ------------ | ------------ | ------------ | ------ | ------ | ------ | ------ | ------ | ------ | --- |
| Liga BBVA                     | 76    | 19      | 12      | 4       | 3       | 54      | 20      | 19           | 10           | 6            | 3            | 40           | 24           | 38     | 22     | 10     | 6      | 93     | 44     | +49 |
| Coppa del Re                  | -     | 3       | 0       | 2       | 1       | 5       | 6       | 3            | 3            | 0            | 0            | 6            | 0            | 6      | 3      | 2      | 1      | 11     | 6      | +5  |
| Champions League              | 13    | 6       | 3       | 2       | 1       | 13      | 9       | 7            | 6            | 0            | 1            | 20           | 7            | 14     | 10     | 2      | 2      | 36     | 17     | +19 |
| Supercoppa di Spagna          | -     | 1       | 1       | 0       | 0       | 2       | 0       | 1            | 1            | 0            | 0            | 3            | 1            | 2      | 2      | 0      | 0      | 5      | 1      | +4  |
| Supercoppa UEFA               | -     | -       | -       | -       | -       | -       | -       | 1            | 1            | 0            | 0            | 2            | 1            | 1      | 1      | 0      | 0      | 2      | 1      | +1  |
| Coppa del mondo per club FIFA | -     | -       | -       | -       | -       | -       | -       | 2            | 2            | 0            | 0            | 3            | 1            | 2      | 2      | 0      | 0      | 3      | 1      | +2  |
| Totale                        | 89    | 29      | 16      | 8       | 5       | 74      | 35      | 33           | 23           | 6            | 4            | 74           | 34           | 63     | 40     | 14     | 9      | 151    | 69     | +22 |

### Andamento in campionato
| Giornata  | 1 | 2 | 3 | 4 | 5 | 6 | 7 | 8 | 9 | 10 | 11 | 12 | 13 | 14 | 15 | 16 | 17 | 18 | 19 | 20 | 21 | 22 | 23 | 24 | 25 | 26 | 27 | 28 | 29 | 30 | 31 | 32 | 33 | 34 | 35 | 36 | 37 | 38 |
| --------- | - | - | - | - | - | - | - | - | - | -- | -- | -- | -- | -- | -- | -- | -- | -- | -- | -- | -- | -- | -- | -- | -- | -- | -- | -- | -- | -- | -- | -- | -- | -- | -- | -- | -- | -- |
| Luogo     | T | C | C | T | C | T | C | T | C | T  | C  | T  | C  | T  | C  | T  | C  | T  | C  | C  | T  | C  | T  | T  | C  | T  | C  | T  | C  | T  | C  | T  | C  | T  | C  | T  | C  | T  |
| Risultato | V | N | N | V | P | V | V | V | V | P  | V  | N  | V  | N  | V  | V  | P  | N  | P  | V  | V  | N  | V  | V  | V  | P  | V  | V  | V  | V  | N  | V  | N  | P  | V  | N  | V  | N  |
| Posizione | 1 | 5 | 7 | 4 | 8 | 6 | 5 | 3 | 3 | 3  | 3  | 3  | 4  | 4  | 4  | 4  | 4  | 4  | 4  | 4  | 4  | 4  | 4  | 4  | 3  | 3  | 3  | 3  | 3  | 3  | 4  | 3  | 3  | 3  | 3  | 3  | 3  | 3  |

Fonte:  Liga – Classifiche, su sport.sky.it, sport.sky.it (archiviato dall'url originale il 12 marzo 2014).
Legenda:

Luogo: C = Casa; T = Trasferta. Risultato: V = Vittoria; N = Pareggio; P = Sconfitta.

### Statistiche dei giocatori
In corsivo i giocatori che hanno lasciato la squadra a stagione già iniziata.
| Giocatore       | Liga     | Liga | Liga        | Liga       | Coppa del Re | Coppa del Re | Coppa del Re | Coppa del Re | UEFA Champions League | UEFA Champions League | UEFA Champions League | UEFA Champions League | Altre competizioni | Altre competizioni | Altre competizioni | Altre competizioni | Totale   | Totale | Totale      | Totale     |
| Giocatore       | Presenze | Reti | Ammonizioni | Espulsioni | Presenze     | Reti         | Ammonizioni  | Espulsioni   | Presenze              | Reti                  | Ammonizioni           | Espulsioni            | Presenze           | Reti               | Ammonizioni        | Espulsioni         | Presenze | Reti   | Ammonizioni | Espulsioni |
| --------------- | -------- | ---- | ----------- | ---------- | ------------ | ------------ | ------------ | ------------ | --------------------- | --------------------- | --------------------- | --------------------- | ------------------ | ------------------ | ------------------ | ------------------ | -------- | ------ | ----------- | ---------- |
| M. Asensio      | 32       | 6    | 2           | 0          | 5            | 1            | 0            | 0            | 12                    | 1                     | 0                     | 0                     | 4                  | 2                  | 0                  | 0                  | 53       | 10     | 2           | 0          |
| G. Bale         | 26       | 16   | 5           | 0          | 2            | 1            | 0            | 0            | 7                     | 3                     | 1                     | 0                     | 4                  | 1                  | 1                  | 0                  | 39       | 21     | 7           | 0          |
| K. Benzema      | 32       | 5    | 0           | 0          | 1            | 1            | 0            | 0            | 9                     | 5                     | 0                     | 0                     | 5                  | 1                  | 0                  | 0                  | 47       | 12     | 0           | 0          |
| D. Carvajal     | 26       | 0    | 11          | 1          | 4            | 0            | 0            | 0            | 8                     | 0                     | 4                     | 0                     | 4                  | 0                  | 2                  | 0                  | 42       | 0      | 17          | 1          |
| Casemiro        | 30       | 5    | 8           | 0          | 1            | 0            | 1            | 0            | 12                    | 1                     | 1                     | 0                     | 5                  | 1                  | 2                  | 0                  | 48       | 7      | 12          | 0          |
| K. Casilla      | 10       | -11  | 0           | 0          | 5            | -4           | 0            | 0            | 2                     | -3                    | 0                     | 0                     | 0                  | -0                 | 0                  | 0                  | 17       | -18    | 0           | 0          |
| D. Ceballos     | 12       | 2    | 0           | 0          | 5            | 0            | 0            | 0            | 4                     | 0                     | 0                     | 0                     | 1                  | 0                  | 0                  | 0                  | 22       | 2      | 0           | 0          |
| F. Feuillassier | 0        | 0    | 0           | 0          | 2            | 0            | 0            | 0            | 0                     | 0                     | 0                     | 0                     | 0                  | 0                  | 0                  | 0                  | 2        | 0      | 0           | 0          |
| A. Hakimi       | 9        | 2    | 0           | 0          | 5            | 0            | 0            | 0            | 2                     | 0                     | 0                     | 0                     | 1                  | 0                  | 0                  | 0                  | 17       | 2      | 0           | 0          |
| T. Hernández    | 13       | 0    | 1           | 0          | 6            | 0            | 0            | 0            | 3                     | 0                     | 0                     | 0                     | 1                  | 0                  | 0                  | 0                  | 23       | 0      | 1           | 0          |
| Isco            | 30       | 7    | 1           | 0          | 4            | 1            | 0            | 0            | 10                    | 0                     | 1                     | 0                     | 4                  | 1                  | 0                  | 0                  | 48       | 9      | 2           | 0          |
| M. Kovačić      | 21       | 0    | 2           | 0          | 5            | 1            | 0            | 0            | 7                     | 0                     | 2                     | 0                     | 3                  | 0                  | 0                  | 0                  | 36       | 1      | 4           | 0          |
| T. Kroos        | 27       | 5    | 4           | 0          | 0            | 0            | 0            | 0            | 12                    | 0                     | 0                     | 0                     | 4                  | 0                  | 0                  | 0                  | 43       | 5      | 4           | 0          |
| M. Llorente     | 13       | 0    | 1           | 0          | 6            | 0            | 0            | 0            | 1                     | 0                     | 0                     | 0                     | 0                  | 0                  | 0                  | 0                  | 20       | 0      | 1           | 0          |
| Marcelo         | 28       | 2    | 3           | 1          | 0            | 0            | 0            | 0            | 11                    | 3                     | 1                     | 0                     | 5                  | 0                  | 1                  | 0                  | 44       | 5      | 5           | 1          |
| B. Mayoral      | 14       | 3    | 0           | 0          | 6            | 3            | 0            | 0            | 4                     | 1                     | 0                     | 0                     | 0                  | 0                  | 0                  | 0                  | 24       | 7      | 0           | 0          |
| L. Modrić       | 26       | 1    | 3           | 0          | 2            | 0            | 0            | 0            | 11                    | 1                     | 2                     | 0                     | 4                  | 0                  | 0                  | 0                  | 43       | 2      | 5           | 0          |
| Nacho           | 27       | 3    | 7           | 0          | 6            | 0            | 0            | 0            | 8                     | 1                     | 0                     | 0                     | 1                  | 0                  | 0                  | 0                  | 42       | 4      | 7           | 0          |
| K. Navas        | 27       | -30  | 1           | 0          | 1            | -2           | 0            | 0            | 11                    | -13                   | 0                     | 0                     | 5                  | -3                 | 0                  | 0                  | 44       | -48    | 1           | 0          |
| L. Quesada      | 0        | 0    | 0           | 0          | 1            | 0            | 0            | 0            | 0                     | 0                     | 0                     | 0                     | 0                  | 0                  | 0                  | 0                  | 1        | 0      | 0           | 0          |
| S. Ramos        | 26       | 4    | 11          | 2          | 1            | 0            | 1            | 0            | 11                    | 1                     | 3                     | 0                     | 4                  | 0                  | 1                  | 0                  | 42       | 5      | 16          | 2          |
| Ó. Rodríguez    | 0        | 0    | 0           | 0          | 1            | 0            | 0            | 0            | 0                     | 0                     | 0                     | 0                     | 0                  | 0                  | 0                  | 0                  | 1        | 0      | 0           | 0          |
| C. Ronaldo      | 27       | 26   | 1           | 0          | 0            | 0            | 0            | 0            | 13                    | 15                    | 2                     | 0                     | 4                  | 3                  | 2                  | 1                  | 44       | 44     | 5           | 1          |
| J. Seoane       | 0        | 0    | 0           | 0          | 1            | 0            | 0            | 0            | 0                     | 0                     | 0                     | 0                     | 0                  | 0                  | 0                  | 0                  | 1        | 0      | 0           | 0          |
| A. Tejero       | 0        | 0    | 0           | 0          | 2            | 0            | 0            | 0            | 0                     | 0                     | 0                     | 0                     | 0                  | 0                  | 0                  | 0                  | 2        | 0      | 0           | 0          |
| J. Vallejo      | 7        | 0    | 0           | 0          | 4            | 0            | 1            | 1            | 1                     | 0                     | 0                     | 0                     | 0                  | 0                  | 0                  | 0                  | 12       | 0      | 1           | 1          |
| R. Varane       | 27       | 0    | 3           | 0          | 1            | 0            | 0            | 0            | 11                    | 0                     | 1                     | 0                     | 5                  | 0                  | 0                  | 0                  | 44       | 0      | 4           | 0          |
| L. Vázquez      | 33       | 4    | 3           | 0          | 5            | 3            | 0            | 0            | 10                    | 1                     | 1                     | 0                     | 5                  | 0                  | 0                  | 0                  | 53       | 8      | 4           | 0          |
| R. Yáñez        | 0        | -0   | 0           | 0          | 0            | -0           | 0            | 0            | 0                     | -0                    | 0                     | 0                     | 0                  | -0                 | 0                  | 0                  | 0        | -0     | 0           | 0          |
| L. Zidane       | 1        | -2   | 0           | 0          | 0            | -0           | 0            | 0            | 0                     | -0                    | 0                     | 0                     | 0                  | -0                 | 0                  | 0                  | 1        | -2     | 0           | 0          |